# Ахарей Мот
Недельная глава «Ахарей Мот» (др.-евр. אַחֲרֵי מוֹת‬ — «После смерти…») — четвёртая книги Ваикра (Книга Левит).

## Содержание главы
В этой главе описывается порядок храмовой службы в Йом-Киппур.
В главе также описаны условия служения для коэнов:
- Йом Киппур — единственный день, когда первосвященник может заходить в Святая Святых храма.
- Запрет на жертвоприношения вне храма.
- Заповедь «кисуй дам» (засыпание крови пеплом) после жертвоприношения.
- Запрет Гилуй арайот (кровосмешение)